# Giovanni Antonio De Nigris

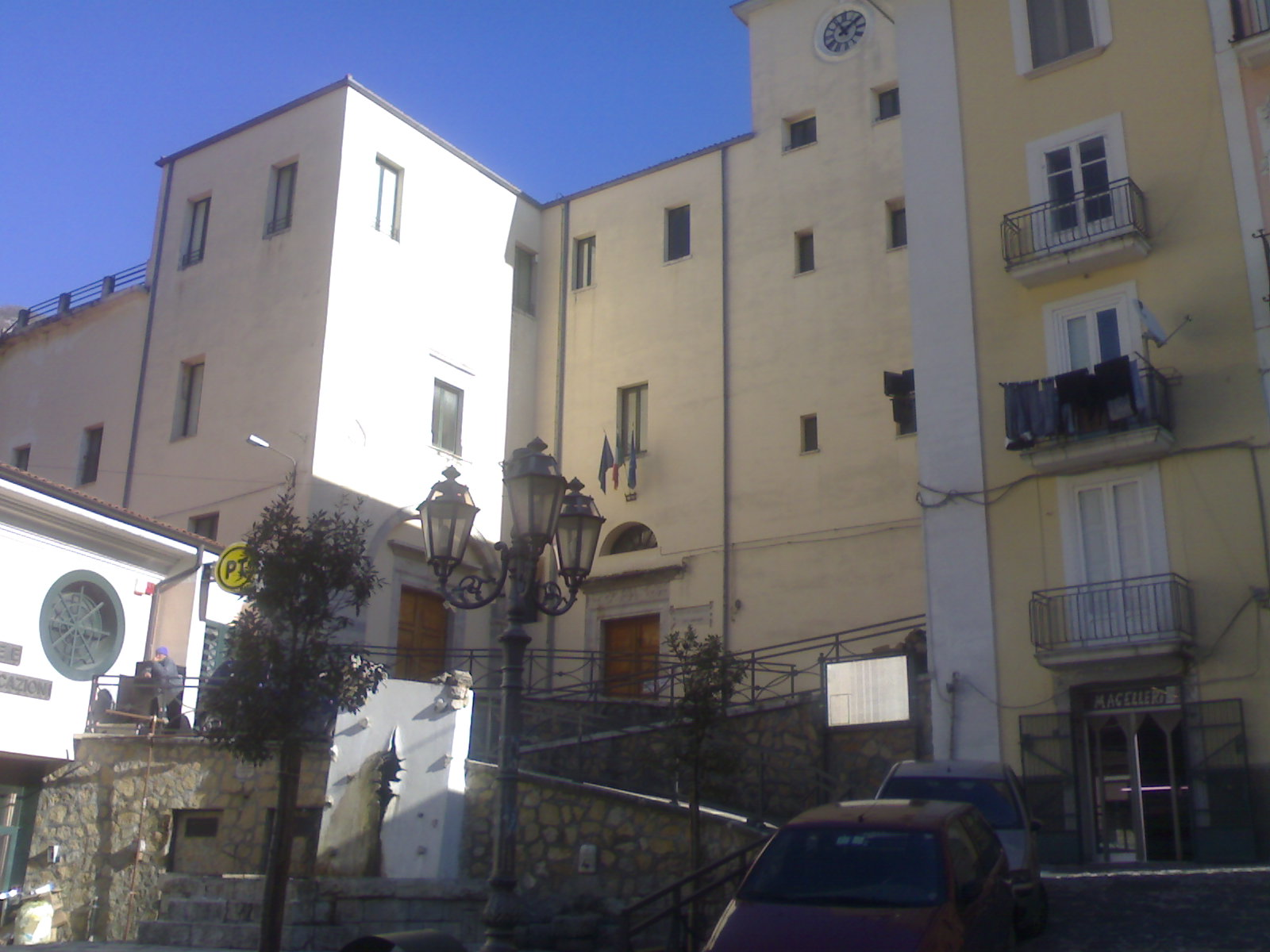
Il Palazzo Tercasio, sede della prima tipografia del Principato Citra

Giovanni Antonio De Nigris (Campagna, 1502 – Campagna, 4 gennaio 1570) è stato un giurista italiano del Regno di Napoli.

## Biografia
Di famiglia erudita, seguì gli studi con precettori giuristi. All'età di 22 anni venne nominato docente di diritto presso lo Studio Generale, istituzione con sede nel convento domenicano di San Bartolomeo (di Campagna), lo stesso dove visse un breve periodo Giordano Bruno e dove studiò  Giulio Cesare Capaccio.
Insieme a Marco Fileta Filiuli, nel 1545 impiantò la prima stamperia a caratteri mobili del Principato Citra.
La stamperia venne ubicata nel palazzo Tercasio di Campagna e, produsse numerosi manoscritti del De Nigris, di M. Fileta Filiuli, di S. Tonolo, G. Ferretti, V. De Castro, G. Da Sicignano.
Sempre insieme a Fileta Filiuli, fondò la locale Accademia dei Taciturni, un circolo letterario.

## Opere

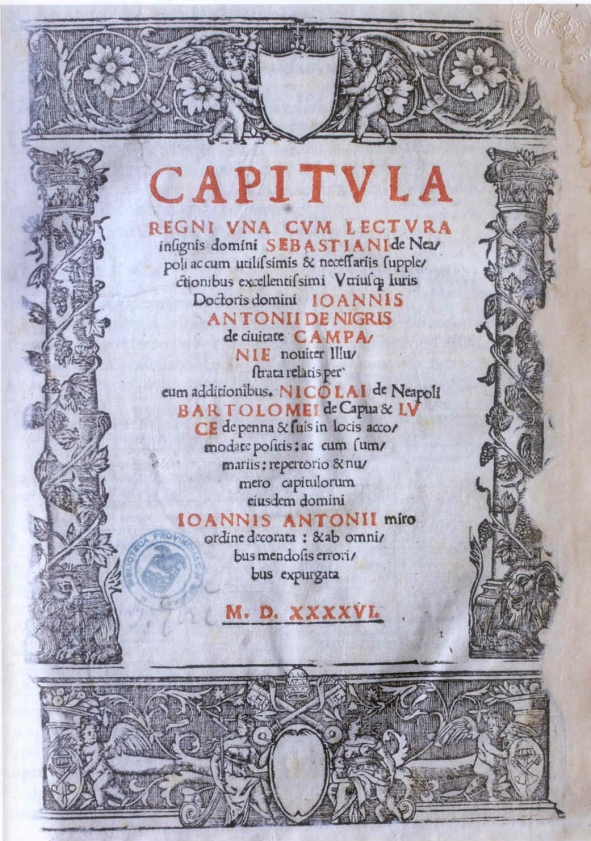
Il Capitula regni di G. A. De NIgris, 1546 (Biblioteca comunale Manfrediana, Faenza)

- Clementis papae septimi, extrauagans constitutio contra clericos non incedentes in habitu & tonsura una cum mirifico apparatu excellentissimi domini Ioannis Antonii De Nigris de ciuitate Campanie iuris utriusque doctoris. Ac cum repertorio, & indice apte situato per magnificum dominum Aloisium Tronulum eiusdem ciuitatis Campanie iuris utriusque professorem peritissimum, nouiter in lucem edita.1545
- Capitula regni vna cum lectura insignis domini Sebastiani de Neapoli ac cum utilissimis & necessariis supplectionibus excellentissimi vtriusque iuris doctoris domini Ioannis Antonii De Nigris de Ciuitate Campanie nouiter illustrata relatis per eum additionibus Nicolai de Neapoli Bartolomei de Capua & Luce De Penna & suis in locis accomodata positis, ac cum summariis repertorio & numero capitulorum eiusdem domini Ioannis Antonii miro ordine decorate, & ab omnibus mendosis erroribus expurgata.  (Impressum in ciuitate Campanie: per Franciscum de Fabris Corinaltensem Picenorum, die XIIII mensis Augusti 1546). Campagna, 1546.
- Capitula regni vna cum apparatu, ac vtilissimis, et necessariis prioribus, et nouis supplectionibus, insignis ac excellentissimi vtriusque iuris doctoris domini Ioannis Antonii de Nigris de Ciuitate Campanie nouiter illustrata relatis per eum additionibus, et lectura domini Sebastiani de Neapoli, Nicolai de Neapoli, Bartolomei de Capua, & Luce de Penna ... ac cum summariis, repertorio ... ab omnibus mendosis erroribus expurgata.  (Impressum apud Io. Dominicum Nibium de dicta Ciuitate in aedibus eiusdem Io. Dominici eius propriis sumptibus, 1561 die XIIII mensis Augusti). Campagna, 1561
- Clementis papae septimi, extrauagans constitutio contra clericos non incedentes in habitu, & tonsura vna cum mirifico apparatu, et nouissimis ac vtilissimis additionibus, tam in clementina, quam in materia spoliorum, & renunciatione beneficiorum, & aliisut in opere apparet. Excellentissimi domini Ioannis Antonii De Nigris de ciuitate Campaniae i.v.d. Ac cum Repertorio, et indice apte situato per magnificum dominum Aloisium Tronulum eiusdem ciuitatis Campaniae iuris vtriusque professorem peritissimum. Nouissime per magnificum Berlengerium Bernaliam eiusdem ciuitatis v.i. interpretem, cum magis vberrimo, et facundissimo indice reformato nouiter in lucem edita. 1569.
- Commentarii in capitula regni Neapolitani excellentiss. iuriscon. do. Ioannis Antonii de Nigris de Ciuitate Campaniae. Hac postrema editione a multis erroribus repurgati Sebastiani ac Nicolai de Neapoli, Bartholomaei de Capua, & Lucae de Penna additamenta quaedam ad eadem capitula exarata eiusdem auctoris cura & diligentia suo quoque loco inserta. Cum indice rerum memorabilium locupletissimo. Venezia: apud Ioannem Variscum, & socios, 1582
- Commentarii in capitula Regni Neapolitani excellentiss. iuriscon. do. Ioannis Antonii de Nigris de Ciuitate Campaniae, hac postrema editione a multis erroribus repurgati. Sebastiani ac Nicolai de Neapoli, Bartholomaei de Capua, & Lucae de Penna additamenta quaedam ad eadem capitula exarata, eiusdem auctoris cura & diligentia suo cuique loco inserta. Cum indice rerum memorabilium locupletissimo. Venezia: apud haeredes Iohannis Varisci, 1594.
- Commentarii in capitula regni Neapolitani excellentiss. iuriscon. do. Ioannis Antonii de Nigris de Ciuitate Campaniae, hac postrema editione a multis erroribus repurgati. Sebastiani ac Nicolai de Neapoli, Bartholomaei de Capua, & Lucae de Penna additamenta quaedam ad eadem capitula exarata, eiusdem auctoris cura & diligentia suo cuique loco inserta. Cum indice rerum memorabilium locupletissimo. Venezia: apud haeredes Iohannis Varisci, 1594.
- Clementis papae septimi, extrauagans constitutio contra clericos non incedentes in habitu, & tonsura : vna cum mirifico apparatu, et nouissimis ac vtilissimis additionibus, tam in clementina, quam in materia spoliorum, & renuntiatione beneficiorum, & alijs, vt in opere apparet. Excellentissimi domini Ioannis Antonii De Nigris, de ciuitate Campaniae, j.v.d. Ac cum Repertorio, & indice apte situato per magnificum dominum Aloysium Tronulum eiusdem ciuitatis Campaniae iuris vtriusque professorem peritissimum. Nouissime per magnificum Berlengerium Bernaliam eiusdem ciuitatis v.i. interpretem, cum magis vberrimo, et foecundissimo indice reformato nouiter in lucem edita. Venezia 1596